# Cinq Fils de chien
Pour plus de détails, voir Fiche technique et Distribution.
Cinq Fils de chien (Cinque figli di cane) est un film italo-espagnol réalisé par Alfio Caltabiano, sorti en 1969.

## Synopsis
Dans l’Amérique de la Prohibition, Grim Doel se fait emprisonner afin de trouver les complices pour un coup à préparer. Il parvient à s'évader avec quatre détenus : « l'Irlandais », Moncho, le noir Geremia et « l'Ingénieur ». Il les amène au siège d'une organisation de distribution clandestine d'alcool, où on leur confie la destruction d'une distillerie d'un gang rival, située dans un couvent.

## Fiche technique
- Titre original italien : Cinque figli di cane
- Titre français : Cinq Fils de chien
- Réalisation : Alfio Caltabiano
- Scénario : Alfio Caltabiano
- Production : Manolo Bolognini pour B.R.C. Produzione Film, Tecisa
- Photographie : Francisco Fraile
- Montage : Eugenio Alabiso
- Musique : Riz Ortolani
- Décors : Francisco Canet
- Costumes : Maria De Matteis
- Maquillage : Marcello Ceccarelli
- Distribution en Italie : Cineriz
- Date de sortie en salle en France : 4 février 1970[1]

## Distribution
- George Eastman : McGowan, « l'Irlandais »
- Wayde Preston : Grim Doel
- Graziella Granata : Letizia
- Tano Cimarosa : Moncho
- Archie Savage : Geremia
- José Suárez : « l'Ingénieur »
- Eduardo Fajardo : Sir Louis Baymond
- Luciano Pigozzi : le chef de l'organisation de pompes funèbres (sous le pseudo d'Alan Collins)
- Gia Sandri : la maîtresse
- Paul Müller : Pitagora
- Nello Pazzafini : un gangster au bordel (sous le pseudo de Giovanni Pazzafini)
- Gianni Solaro : l'inspecteur (sous le pseudo de Gianni Lorenzon)
- Antonella Murgia : Mary
- Sandro Dori : le paysan
- Mirella Pamphili
- Porfiria Sanchíz : la gardienne au monastère
- Tito Garcia : Charlie
- Goyo Lebrero : le barbier

## Restrictions
Dans les salles italiennes, le film est interdit aux moins de 14 ans, à cause des scènes de sadisme, de violence et d'érotisme.